# 蠻蟻亞科
蠻蟻亞科（Agroecomyrmecinae）隸屬蟻科，下轄2個現生的屬及2個已滅絕的屬。該亞科起初是由 Carpenter 在1930年以家蟻亞科蠻蟻族發表。Barry Bolton 於2003年將其提升至亞科，並提出蠻蟻亞科可能為家蟻亞科的姊妹群。蠻蟻亞科為蟻科中最古老的分支之一，起源於關係尚未釐清的基群。2014年，該亞科被下分為2個族，原先隸屬家蟻亞科的僵蟻族（Ankylomyrmini）被移動至蠻蟻亞科之下。

## 下轄分類元
- 蠻蟻亞科 Agroecomyrmecinae Carpenter, 1930
  - 蠻蟻族 Agroecomyrmecini Carpenter, 1930
    - †蠻蟻屬（英语：Agroecomyrmex） †Agroecomyrmex Wheeler, 1910
      - †Agroecomyrmex duisburgi（英语：Agroecomyrmex duisburgi） Wheeler, 1910

    - †Eulithomyrmex（英语：Eulithomyrmex） Carpenter, 1935
      - †Eulithomyrmex rugosus Carpenter, 1930
      - †Eulithomyrmex striatus（英语：Eulithomyrmex striatus） Carpenter, 1930

    - 犰蟻屬 Tatuidris Brown & Kempf, 1968
      - Tatuidris tatusia（英语：Tatuidris tatusia） Brown & Kempf, 1968 (=T. kapasi Lacau & Groc, 2012)[6]

  - 僵蟻族 Ankylomyrmini
    - 僵蟻屬 Ankylomyrma Bolton, 1973
      - 冠角僵蚁 Ankylomyrma coronacantha Bolton, 1973

## 分類學
自蠻蟻族（Agroecomyrmecini）發表以來，其分類地位一直備受爭論，Bolton (2003) 首先質疑犰蟻屬（Tatuidris）在家蟻亞科中的分類正確性，並將其地位提升至亞科，也就是蠻蟻亞科，Bolton 同時提出了蠻蟻亞科可能為家蟻亞科的姊妹群，以上結論乃是根據以下的特徵：
1. 大顎巨大，咀嚼面生有齒突，大顎關閉時兩邊齒突相抵，但不交疊。
2. 複眼著生處距離觸角溝後端極遠。
3. 頭楯寬大且三角形，基部位於面葉（frontal lobes）之間。
4. 觸角窩及面葉位置接近兩側，接近頭部的側緣。
5. 中足及後足跗節生有梳狀刺
6. 中軀短小扁平
7. 腹柄節無柄，從背面觀來看，其背板及腹板凸起程度相異。
8. 第三腹節（後腹柄節）背板及腹板無癒合，該節寬大，與第四腹節大面積貼合。
9. 從前面觀來看，腹柄節紐（helcium ）腹面突出，背板覆蓋於其上。
10. 第四腹板背板與腹板完全癒合[note 1]
11. 第四腹節前背板上生有發音器
12. 第四腹節腹板縮小，背板遠大於腹板且覆蓋於其上。

Baroni Urbani & de Andrade 於2007年重新整理了 Dacetini 族（家蟻亞科）的系統分類，同時也重新整理了蠻蟻亞科，他們分析了數個類群的形態，包含Dacetini 族、Basicerotini 族、phalacromyrmecini 族及犰蟻屬，還有一些非家蟻亞科的類群，如澳洲的鬥牛犬蟻屬（Myrmecia）及新熱帶的 Pseudomyrmex 屬，這是首個包含犰蟻屬的形態支序學分析，Baroni Urbani & de Andrade 指出了6個犰蟻屬和Dacetini 族共有的共衍徵，確立了家蟻亞科下轄各屬的地位。以下為6個共衍徵：
1. 大顎關閉時必有部分區塊互抵，不可能有交疊處。
2. 顎窩指數（mandibular-torular index） < 130
3. 小顎鬚兩節或一節
4. 雄蟲大顎退化
5. 觸角鞭錘節兩節
6. 觸角節數少

Baroni Urbani & de Andrade 同時也指出了可以將犰蟻屬與其他現生螞蟻屬區分的自衍徵：腹柄節背板及腹板的形狀，與複眼位於或接近觸角溝末端的位置。
分子生物學證據指出蠻蟻亞科並非與家蟻亞科近緣，也並非家蟻亞科的一員，Brady 等人(2006)、Moreau 等人(2006) 與 Rabeling 等人 (2008) 的系統分類樹將蠻蟻亞科納入針蟻群（Poneroid），與近針蟻亞科近緣，也支持了蠻蟻亞科不屬於家蟻亞科（家蟻亞科為山蟻群（formicoid）），根據蠻蟻亞科化石的地理分布，其與家蟻亞科的形態相似性可能為趨同演化或是祖徵。
近期，Keller (2011) 質疑針蟻形態亞科群（含犰蟻屬）系統發生樹的正確性。

### 分布
根據 Brown & Kempf (1968) ，蠻蟻亞科在第三紀早期可能廣布全球。
蠻蟻屬分布於四千四百萬年前的新生代早期卢台特期的波羅的海琥珀中，Eulithomyrmex 屬則從新生代晚期普里阿邦期的弗洛里森特頁岩層（三千四百萬一千年前）到現今的美國科羅拉多州。犰蟻屬數量稀少但分布廣，它們棲息在新熱帶的森林落葉層中，分布於中、南美洲，墨西哥、法屬圭亞那、巴西中部、亞馬遜雨林都有分布。僵蟻屬只分布於西非。

## 註解
1. ↑  Bolton (l.c.) 錯誤描述了此特徵，Tatuidris 屬的第四腹節腹板背板縫線明顯，並沒有癒合。[9]

## 外部連結
- 维基共享资源上的相關多媒體資源：蠻蟻亞科
- 維基物種上的相關：蠻蟻亞科